# شركة شمال الدلتا لتوزيع الكهرباء
شركة شمال الدلتا لتوزيع الكهرباء، هي شركة حكومية لإنتاج الكهرباء، وتابعة للشركة القابضة لكهرباء مصر.

## الإنتاج
يبلغ إجمالي سعة التحويل 3282.94 ميجا فولت أمبير وإجمالي الطاقة المتوقع شراؤها خلال السنة 7657 مليون ك.و.س.